# NMKL
Nordisk Metodikkomite for Levnedsmidler (NMKL) er en nordisk organisation grundlagt på et møde i Stockholm 22. – 24. september 1947.

## Beskrivelse
Organisationen er non-profit og består af mikrobiologer, kemikere og sensorikere fra Danmark, Finland, Island, Norge og Sverige. NMKL arbejder for øget fødevaresikkerhed og kvalitet ved at udvælge, validere, godkende og publicere metoder til analyse af levnedsmidler. Metodernes pålidelighed bliver først afprøvet ved kollaborative prøvninger enten i eget regi eller hos andre internationale organisationer. I de senere år er også udarbejdelse af procedurer og vejledninger til brug ved kvalitetssikring af laboratorier og analysearbejdet blevet et vigtigt arbejdsområde for NMKL. Derudover arrangeres kurser, seminarer og workshops. Arbejdet udføres i subkomiteerne for mikrobiologi, kemi og sensorik. NordVal International, en subkomite under NMKL, certificerer mikrobiologiske og kemiske metoder til analyse af fødevarer, vand, foder, kontaktflader og primære produktionsprøver. Mikrobiologiske metoder er certificeret i henhold til ISO 16140-2.
I henhold til aftale med Nordisk Ministerråd, koordinerer NMKL det nordiske samarbejde indenfor analysemetoder af næringsmidler i den europæiske standardiserings-organisationen (CEN). Foruden disse konkrete opgaver, spiller NMKL en særdeles vigtig rolle som et diskussions – og mødeforum for nordiske næringsmiddelanalytikere.
NMKL har en offentlig stilling gennem økonomisk støtte og organisatorisk forbindelse til Nordisk Ministerråd og Embedsmandskomiteen for Næringsmiddelsspørsmål (EK-FJLS).
Siden august 2016 har DTU i Kgs. Lyngby, Danmark været værtsinstitut for NMKL. Tidligere har generalsekretariatet vært i henholdsvis Norge, Finland, Sverige og Danmark. Generalsekretariatet står for den daglige drift af organisationen og ledes af en valgt generalsekretær.

## Nationalkomiteer
Arbejdet i de enkelte lande organiseres af en nationalkomite. Den danske nationalkomitee afholder normalt 4 heldagsmøder årligt. I tillæg foregår arbejdet via telefon og e-mails. Leder (fra 2009) er Ole Bjørn Jensen, Scanpharm A/S.
Repræsentanter fra følgende firmaer og universiteter sidder i den danske nationalkomiteen (2009):
- Teknologisk Institut
- Fødevarestyrelsen, Fødevare region Nord
- Københavns Universitet, Institut for veterinær patobiologi
- DTU Fødevareinstituttet
- DTU Aqua
- Statens Serum Institut, Afd. For Bakteriologi, Mykologi og Parasitologi
- Eurofins Steins Laboratorium A/S

## Generalsekretærer
- 1947 – 1971: Jørgen Bielefeldt, Fællesforeningen af Danmarks Brugsforeningers laboratorium
- 1971 – 1976: Søren C Hansen, Statens Levnedsmiddelinstitut, Danmark
- 1976 – 1985: Lars-Åke Appelqvist, Lunds universitet, Sverige
- 1985 – 1997: Harriet Wallin, VTT, Finland
- 1997 – 2016 : Hilde Skår Norli, Veterinærinstituttet, Norge
- 2016 – : Nina Skall Nielsen, DTU Fødevareinstituttet, Danmark

## Formenn
- 1947 – 1960: Ernst Abramson, Sverige
- 1960 – 1974: Haakon Natvig, Norge
- 1974 – 1987: Yrjö Mälkki, Finland
- 1987 – 1989: Niels Skovgaard, Danmark
- 1989 – 2009: Ole Bjørn Jensen, Scanpharm A/S, Danmark
- 2009 – 2015: Ulla Edberg, Sverige
- 2015 – : Franklin Georgsson, Island
- 2019 - : Dag Grønningen, Norge

## Årsmøder
Årsmøderne arrangeres i slutningen af august, arrangementet går på omgang mellem de nordiske landene. Årsmøderne ledes af NMKL’s formand.
- 1973: Hønefoss (N)
- 1974: Helsingfors (fi. Helsinki) (F)
- 1975: København (D)
- 1976: Uppsala (S)
- 1977: Bergen (N)
- 1978: Esbo (fi. Espoo) (F)
- 1979: Uppsala (S)
- 1980: Køge (D)
- 1981: Oslo (N)
- 1982: Esbo (fi. Espoo) (F)
- 1983: Laugarvatn (I)
- 1984: Sigtuna (S)
- 1985: Randers (D)
- 1986: Asker (N)
- 1987: Åbo (fi. Turku) (F)
- 1988: Glumslöv (S)
- 1989: Stykkishólmur (I)
- 1990: Gentofte (D)
- 1991: Bergen (N)
- 1992: Lahtis (F)
- 1993: Sigtuna (S)
- 1994: Hveragerði (I)
- 1995: Tórshavn (Færøerne, arrangør: Danmark)
- 1996: Molde (N)
- 1997: Nyslott (fi. Savonlinna) (F)
- 1998: Visby (S)
- 1999: Kirkjubæjarklaustur (I)
- 2000: Rønne (D)
- 2001: Lillehammer (N)
- 2002: Mariehamn (F)
- 2003: Marstrand (S)
- 2004: Akureyri (I)
- 2005: Rømø (D)
- 2006: Svolvær (N)
- 2007: Nådendal (fi. Naantali) (F)
- 2008: Vadstena (S)
- 2009: Selfoss (I)
- 2010: Ebeltoft (D)
- 2011: Voss (N)
- 2012: Borgå (fi. Porvoo) (F)
- 2013: Kalmar (S)
- 2014: Stykkishólmur (I)
- 2015: Nyborg (D)
- 2016: Røros (N)
- 2017: Tammerfors (fi. Tampere) (F)
- 2018: Sigtuna (S)
- 2019: Reykjavik (I)

## Subkomiteer
- Subkomite 1: Administrative spørgsmål (leder: Dag Grønningen, Veterinærinstituttet, Norge)
- Subkomite 2: Mikrobiologi (leder: Gro Johannessen, Veterinærinstituttet, Norge)
- Subkomite 3: Kemi (leder: Tuija Pihlström, Livsmedelsverket, Sverige)
- Subkomite 4: Sensorik (leder: Grethe Hyldig, DTU Fødevareinstituttet, Danmark)